# Frank Amyot
Francis „Frank” Amyot (ur. 14 września 1904 w Thornhill, zm. 21 listopada 1962 w Ottawie) – kanadyjski kajakarz, kanadyjkarz. Złoty medalista olimpijski z Berlina.
Igrzyska w 1936, na których kajakarstwo debiutowało w programie olimpiady, były jego jedyną olimpiadą. Triumfował w kanadyjce na dystansie 1000 metrów, startował również w kajaku.
W trakcie II wojny światowej służył w Royal Canadian Navy, osiągając stopień komandora podporucznika.